# 茲拉托格勒岩

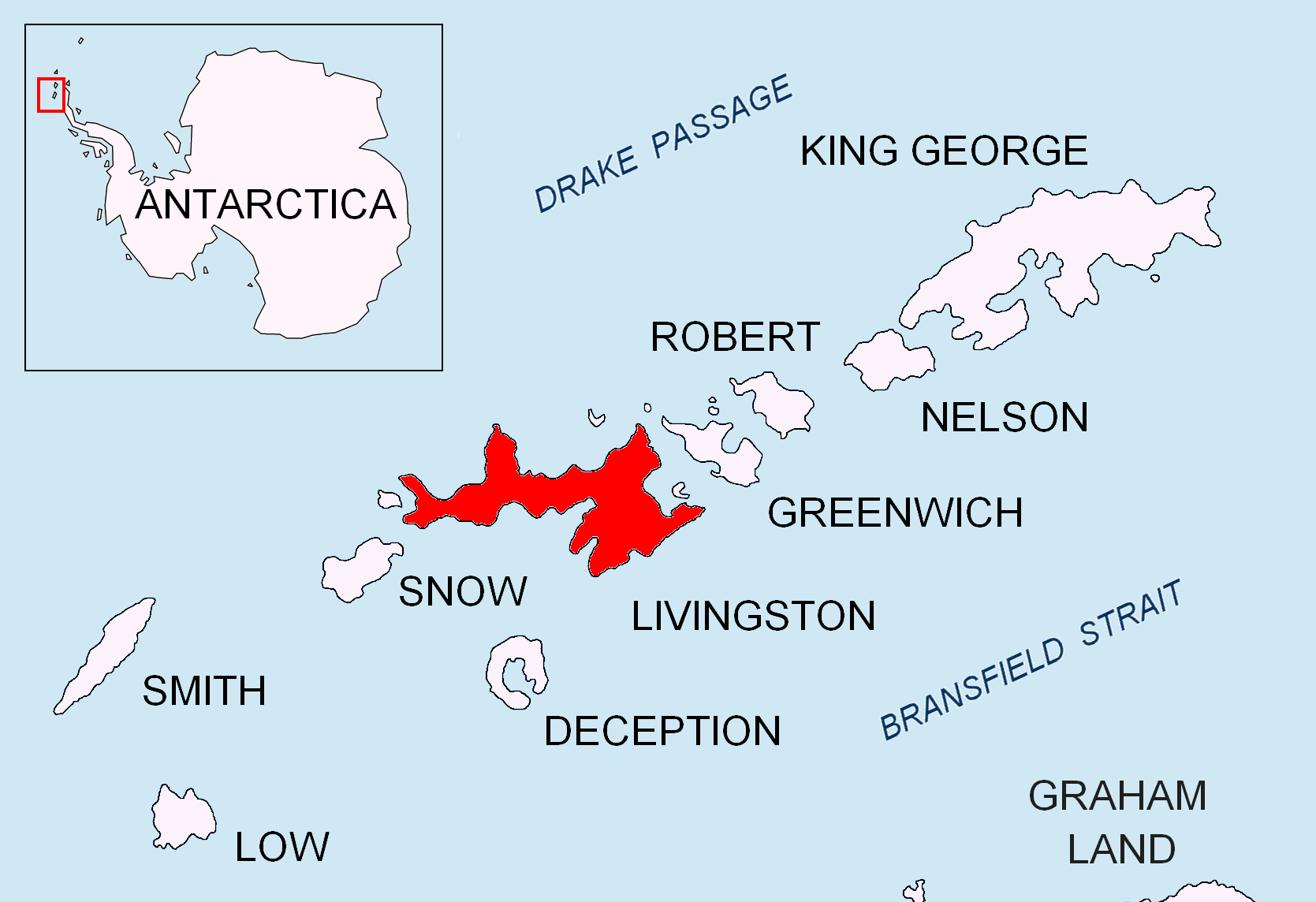

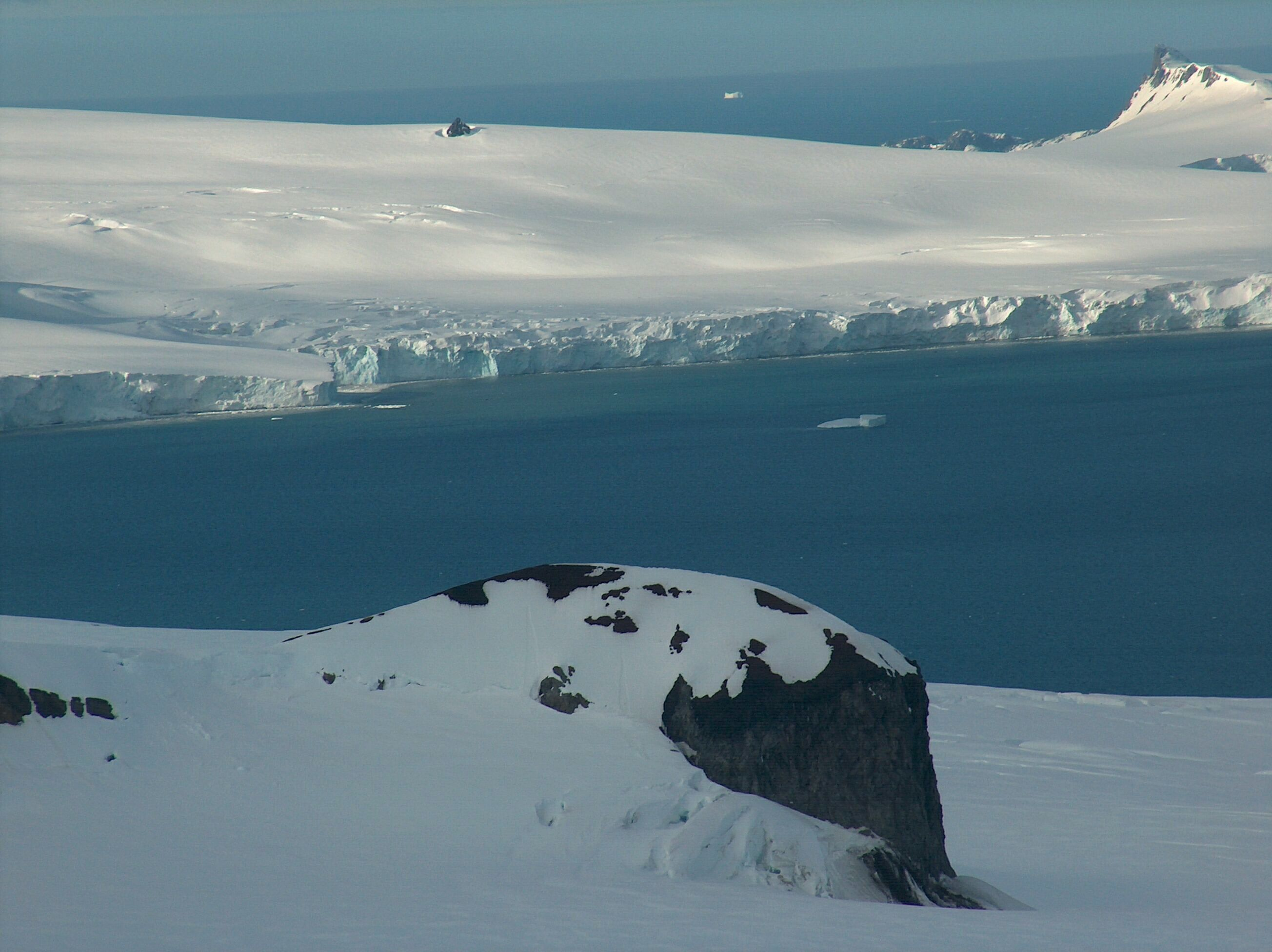

62°36′39.4″S 60°05′50″W / 62.610944°S 60.09722°W
茲拉托格勒岩是南極洲的岩石，位於南設得蘭群島的利文斯頓島，屬於鮑爾斯嶺的一部分，海拔高度240米，處於阿塔納索夫冰原島峰東北面1.06公里、斯利文峰東南面1.94公里、辛德爾角以東3.11公里、亞納角西北面4.7公里和戈德奇冰原島峰西北面3.7公里，以保加利亞南部城鎮命名。

## 外部連結
- SCAR Composite Antarctic Gazetteer（页面存档备份，存于）.